# Partridge (Kansas)
Partridge és una població dels Estats Units a l'estat de Kansas. Segons el cens del 2000 tenia 259 habitants.

## Demografia
Segons el cens del 2000, Partridge tenia 259 habitants, 98 habitatges, i 72 famílies. La densitat de població era de 212,8 habitants/km².
Dels 98 habitatges en un 26,5% hi vivien nens de menys de 18 anys, en un 64,3% hi vivien parelles casades, en un 3,1% dones solteres, i en un 26,5% no eren unitats familiars. En el 25,5% dels habitatges hi vivien persones soles el 9,2% de les quals corresponia a persones de 65 anys o més que vivien soles. El nombre mitjà de persones vivint en cada habitatge era de 2,64 i el nombre mitjà de persones que vivien en cada família era de 3,08.
Per edats la població es repartia de la següent manera: un 27,8% tenia menys de 18 anys, un 5,8% entre 18 i 24, un 25,5% entre 25 i 44, un 25,1% de 45 a 60 i un 15,8% 65 anys o més.
L'edat mediana era de 37 anys. Per cada 100 dones de 18 o més anys hi havia 90,8 homes.
La renda mediana per habitatge era de 28.125 $ i la renda mediana per família de 35.000 $. Els homes tenien una renda mediana de 23.750 $ mentre que les dones 16.719 $. La renda per capita de la població era de 13.754 $. Entorn del 6,9% de les famílies i el 5,2% de la població estaven per davall del llindar de pobresa.

## Poblacions més properes
El següent diagrama mostra les poblacions més properes.